# Alpes setentrionais de Salisburgo
Os Alpes setentrionais de Salisburgo - Salzburger Nordalpen em alemão - é um maciço montanhoso que se encontram nas regiões de Estíria e da  Salesburg, na Áustria, assim como na Baviera, Alemanha. O cume mais alto é o Hochkönig com 2.941 m.

## Localização
Esta cadeia tem a Norte Alpes de Salzkammergut e da Alta Áustria, a Sudeste os Alpes Tauern orientais, a Sul os Alpes Tauern ocidentais, a Sudoeste os Alpes xistosos do Tirol e a Oeste os Alpes calcários do Tirol.

## SOIUSA
A Subdivisão Orográfica Internacional Unificada do Sistema Alpesno (SOIUSA) dividiu em 2005 os Alpes em duas grandesPartes: Alpes Ocidentais e Alpes Orientais, separados pela linha formada pelo  Rio Reno - Passo de Spluga - Lago de Como - Lago de Lecco.
Os Alpes setentrionais de Salisburgo são formados pelos Montes de Stein, Alpes xistosos de Salzburgo, e os Alpes de Berchtesgaden.

### Classificação  SOIUSA
Segundo a SOIUSA este acidente geográfico é uma Secção alpina  com as seguintes características:
- Parte = Alpes Orientais
- Grande sector alpino = Alpes Orientais-Norte
- Secção alpina = Alpes setentrionais de Salisburgo
- Código = II/B-24

## Imagens

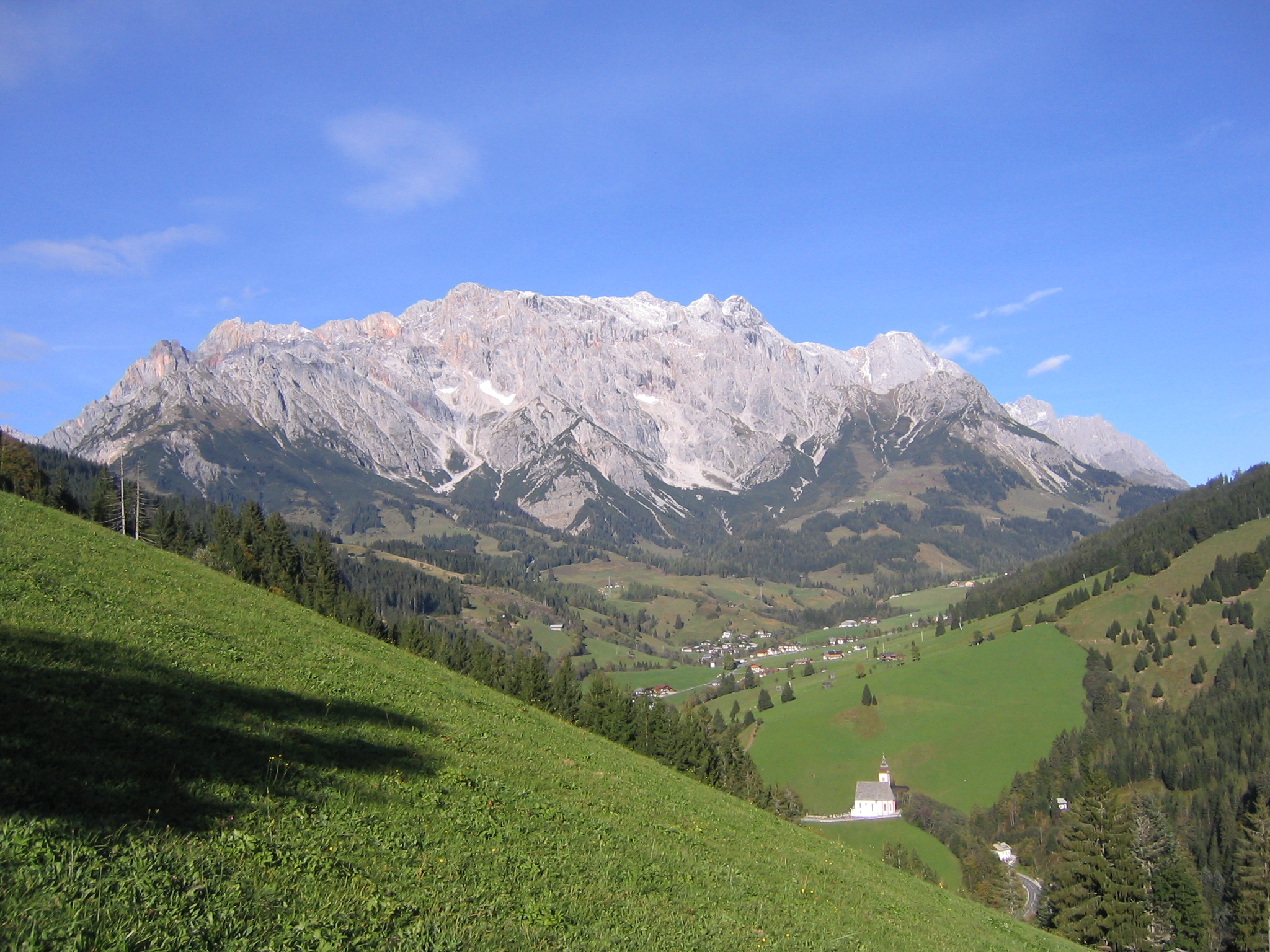
O Hochkoenig